# Robert Recorde
Robert Recorde (Tenby, Pembrokeshire, País de Gales, 1512 – Londres, 1558) foi um matemático inglês, filho de Thomas Recorde e Rose Jones. É bastante conhecido por ter criado o sinal de igualdade (=), no ano de 1557.
Não se sabe exatamente os tópicos que ele estudou, mas sabe-se que obteve o grau de B.A. em 1531, e naquele ano foi eleito membro do All Souls College, em Oxford. Robert Recorde praticamente estabeleceu a escola inglesa de matemáticos, introduzindo a álgebra na Inglaterra.
Escreveu vários livros-texto elementares, e fez isso com uma política bastante deliberada. Tinha a ideia de produzir um curso completo de instrução matemática, e escreveu esses livros na ordem na qual ele achava que deveria ser estudada em um curso de matemática. Ele queria que esse curso estivesse disponível para qualquer pessoa, e não somente para poucos homens que podiam ler em latim ou grego. Então, ele escreveu todos esses livros em inglês e, tentando usar expressões claras e simples. Para isso, introduziu novas palavras inglesas equivalentes aos termos em latim ou grego em uso na época. 
As ideias de Recorde eram desenvolvidas claramente, passo a passo, com os pontos difíceis sendo guardados até que o estudante obtivesse experiência suficiente para entendê-los. Em 1543 Recorde publicou The Grounde of Artes, um livro de aritmética de bastante sucesso: 
...teaching the perfect work and practice of Arithmeticke etc. 
nas próprias palavras de Recorde. O livro abordava operações com números arábicos, computação com contadores, proporções, regra de três, tudo sendo estudado  aritmeticamente com números naturais. Houve uma segunda e uma terceira edição em 1549 e 1550. Em 1552, Recorde publicou também uma segunda versão ampliada do The Grounde of Artes, estendendo o trabalho da primeira edição. 
Em 1551, Recorde escreveu a obra Pathwaie to Knowledge, que alguns consideravam como uma versão resumida dos "Elementos" de Euclides. Foi o único dos seus livros que ele escreveu na forma de diálogo entre mestre e estudante. Ele explicava porque os teoremas são verdadeiros e dava diversos exemplos para fazer com que o estudante entendesse não só o que estava sendo ensinado, mas também porque aquilo estava sendo ensinado. 
Em 1556 publicou The Castle of Knowledge, onde apresentou uma elementar introdução à versão de Ptolomeu sobre astronomia. Foi, portanto, um trabalho matemático sobre a esfera, e Recorde certamente leu os trabalhos de Ptolomeu, Proclus, Sacrobosco e Oronce Fine antes de escrevê-lo.
Em relação ao sinal de igual (=), ele apareceu no seu livro The Whetstone of Witte, publicado em 1557.